# Мохамед Саід Акіль
Мохамед Саід Акіль (Mohamed Said Akil) (5 лютого 1954, Алеппо) — сирійський державний діяч та дипломат. Перший Надзвичайний і Повноважний Посол Сирії в Україні. Професор (1997). Член Сирійської наукової асоціації з інформатики, Сирійсько-британської асоціації, Асоціації винахідників САР.

## Біографія
Народився 5 лютого 1954 року в Алеппо. У 1978 році закінчив електротехнічний факультет Московського енергетичного інституту (1978), докторантуру Московського енергетичного інституту (1980). Отримав стипендію Фулбрайт на проведення наукових досліджень в Каліфорнійському державному Університеті США (1995). Володіє російською, англійською, французькою мовами.
У 1978–1979 — керівник АТС на військовому заводі № 790.
З 1984 року викладає в Алепському університеті.
У 1989–1999 — завідувач кафедри автоматичного управління та промислової електроніки факультету електротехніки.
У 1992–1994 — директор інженерного інституту при Алепському університеті.
У 1989–1993 — член Ради профспілки інженерів.
У 1993–2000 — голова Ради профспілки інженерів.
У 1999–2000 — мер міста Алеппо.
У 2000–2005 — губернатор Хами.
У 2005–2006 — губернатор Дамаскої області.
З квітня 2011 року — Надзвичайний і Повноважний Посол Сирійської Арабської Республіки в Києві.